# 新カント派
新カント派 （しんカントは、独: Neukantianismus）は、1870年代から1920年代にドイツで興ったカント的な認識論復興運動およびその学派である。新カント学派とも。

## 歴史

### 前史
カントは、現象と物自体を厳密に区別し、理性に関する批判哲学的考察を遂行したが、その後のドイツ観念論は、それを“克服”、あるいは別様に表現するなど「後退」させる形で発展していった。
ヘーゲルの死後、ヘーゲル学派が細々と分裂していく混乱した状況下において、「カントに帰れ」というのは、新カント派が成立するまでにも多くの者が唱えていた。例えばショーペンハウアーは、「カントと私の間に何か哲学上の重大な差異を生じる事由があったとは言えない」としていたし、フリースやヘルバルトも同様であった。
他方で19世紀前半になると、J. モレスコット、Karl Vogt（1817年 - 1895年）、ルートヴィヒ・ビューヒナーらの「俗流唯物論」(vulgar materialism)によって、今後は自然科学的な知のみを体系化すべきであり、それによって哲学は不要になるとのテーゼが広がりを見せるようになっていた。
これに対して、ヘルマン・フォン・ヘルムホルツは、当時の感覚生理学の研究成果を援用し、知覚の内容が知覚の主観的諸条件に依存していることから、これをカントの超越論的哲学に応用した上で、カント的な現象と物自体との厳密な区別を再評価し、例えば自然科学のようないわゆる「経験科学」によって物自体が認識できるという独断論を批判したのである。

### 成立と発展
新カント派の創設者はフリードリヒ・アルベルト・ランゲとされている。ランゲはマールブルク大学で教鞭をとったが、その後任者のコーエンは、ヘルムホルツのカントの生理学的な再解釈を厳密論理学的なとらえ方に代えて再解釈をすることによってマールブルク学派を築いた。
19世紀半ばすぎになると、オットー・リープマンがその著書『カントとその亜流』で発した「カントに帰れ」(Zurück zu Kant!) という標語がドイツを中心に広がりを見せ、その後、ヴィルヘルム・ヴィンデルバントにより西南ドイツ学派（バーデン学派）が創始されると、バーデン学派は新カント学派の最も有力な学派として発展し、新カント派は講壇哲学の中心的な流れを形成するに至った。

## 解説
新カント派は、当時西欧を席巻しつつあった無規範な科学的思惟に対抗した。特にマルクス主義は、精神や文化を物質の因果律により支配されるものとしていたため、人間もまた因果律に支配された機械とみなそうとしていると危惧し、彼らを批判して、カントに習い先験的道徳律の樹立と、精神と文化の価値の復権を試み、因果律に支配される「存在」の世界から「当為」の領域を確立しようとしたのだった。
新カント派の業績のひとつとして、カント研究の復興が挙げられる。アディックスによって始められたカント協会の論文誌『カント研究』 (Kantstudien) は今日も年四回刊行され、多言語での論文を受け付ける国際的なカント研究誌として知られている。
新カント派は、大きくマールブルク学派と西南ドイツ学派（バーデン学派）に分けられる。

### マールブルク学派
ヘルマン・コーエンがマールブルク大学で教鞭をとり、学派を形成したに由来する呼称である。コーエン、パウル・ナトルプ、エルンスト・カッシーラーらのマールブルク学派は科学的認識の基礎づけを試み、空間・時間をも直観でなく思考のカテゴリーと見た。
後に離反したニコライ・ハルトマンのほか、ガダマーやブルーメンベルクにも少なからず影響を与えている。また、意外かもしれないが、初期のルドルフ・カルナップにも影響を与えている。
ハルトマンの後任にハイデッカーが選任されると、1920年代なかばに衰退していった。

### 西南ドイツ学派
ヴィルヘルム・ヴィンデルバント、 ハインリヒ・リッケルト、エミール・ラスクらのバーデン学派は認識論と価値論を包括した価値哲学を構想した。
彼らが論陣をはった歴史学や、文化科学と自然科学の認識の違いあるいはその区別は、当時流行の認識方法を巡る主題でもあり、ディルタイとも関心を共通させており、この議論はその弟子のゲオルク・ミッシュにも引き継がれた。同様の議論は、エドムント・フッサールの間にもあった。
社会学の祖とされるマックス・ヴェーバーは、後年、リッケルトの弟子として新カント派に分類されることも多いが、自身は自分を哲学者とは考えていなかったとされる。

### 影響
新カント派の哲学は、ヴィンデルバントによって、精神科学に自然科学と異なる学問としての独自性が付与されると、同じく精神科学に分類された歴史学に多大な影響を与えただけでなく、哲学においても哲学史の研究が進められるようになった。これは、研究成果がわかりやすいという特徴を有していたこともあり、その後の講壇哲学の方向性を基礎付けた。
また、新カント派の哲学は、哲学のみならず、その他の多くの学問に多大な影響を及ぼした。

#### 法学
刑法学の分野においては、M・E・マイヤーら多くの学者によって取り入れられ、当時の自然主義的・法実証主義的な刑法理論を批判して、目的論的・価値関係思考的な理論を樹立したが、後に、ハンス・ヴェルツェルの目的的行為論によって批判されるようになり、多くの論争を引き起こした。

## 関連人物
- ヘルマン・コーエン
- パウル・ナトルプ
- ニコライ・ハルトマン
- エルンスト・カッシーラー
- ヘルマン・ロッツェ
- ヴィルヘルム・ヴィンデルバント
- ハインリヒ・リッケルト
- マックス・ヴェーバー
- アロイス・リール
- ルドルフ・シュタムラー
- ハンス・ケルゼン
- ハンス・ファイヒンガー
- 西田幾多郎
- 桑木厳翼
- 朝永三十郎
- 左右田喜一郎